# Szomaszkai rend
A szomaszkai rend (latinul Ordo Clericorum Regularium a Somascha) egy pápai jogú férfiszerzetesi intézmény : a szabályozott papok rendjének tagjai, akiket általában szomaszkaiaknak, szomaszkáknak neveznek, s a C.R.S. mozaikszóval jelölik őket.
A rendet a szegények szolgáinak társaságaként Emiliáni Szent Jeromos alapította 1534 körül, az árvák és az megtévedt nők iránti szeretet gyakorlására: III. Pál pápa hagyta jóvá 1540-ben, V. Piusz pápa pedig hivatalosan renddé emelte. V. Piusz pápa 1568. december 6-án (Ex iniuncto nobis).
A szomaszkai nevet arról a helységről vették, ahol kezdetben tevékenységük központja volt.
A szomaszkák főként az ifjúság keresztény nevelésének szentelik magukat.

## Története

### Az alapító

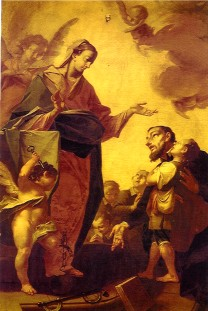
Emiliáni Szent Jeromos Innocenzo Carloni festményén

Girolamo Emiliani (1486–1537) Velencében született Angelo Emiliani, a Velencei szenátus tagja és Eleonora Morosini gyermekeként. 1506-ban beírták a velencei nemesség Aranykönyvébe, 1510-ben pedig közjegyzői oklevelet kapott.
A Serenissima képviseletében számos hadi eseményben vett részt. A Cambrai-i Liga első háborúja alatt a hadsereg kapitányi és felügyelői rangját viselte, és Quero várának védelmét vezette, de az osztrákok elfogták, és több mint egy hónapra bebörtönözték.
Börtönrabsága alatt alkalma nyílt elgondolkodni az emberi állapot természetén: 1511. szeptember 27-én szabadult (a hagiográfiai hagyomány szerint csodával határos módon, a Szűzanya közbenjárásának köszönhetően).
1528-ban a velencei San Basilio-templomban hospice-t nyitott az elhagyott árvák elhelyezésére; a gyógyíthatatlanok kórházában a betegek gondozásának szentelte magát, ahol találkozott Thienei Szent Kajetánnal, aki megismertette vele Divino Amore Római oratóriumát.

### A rend születése

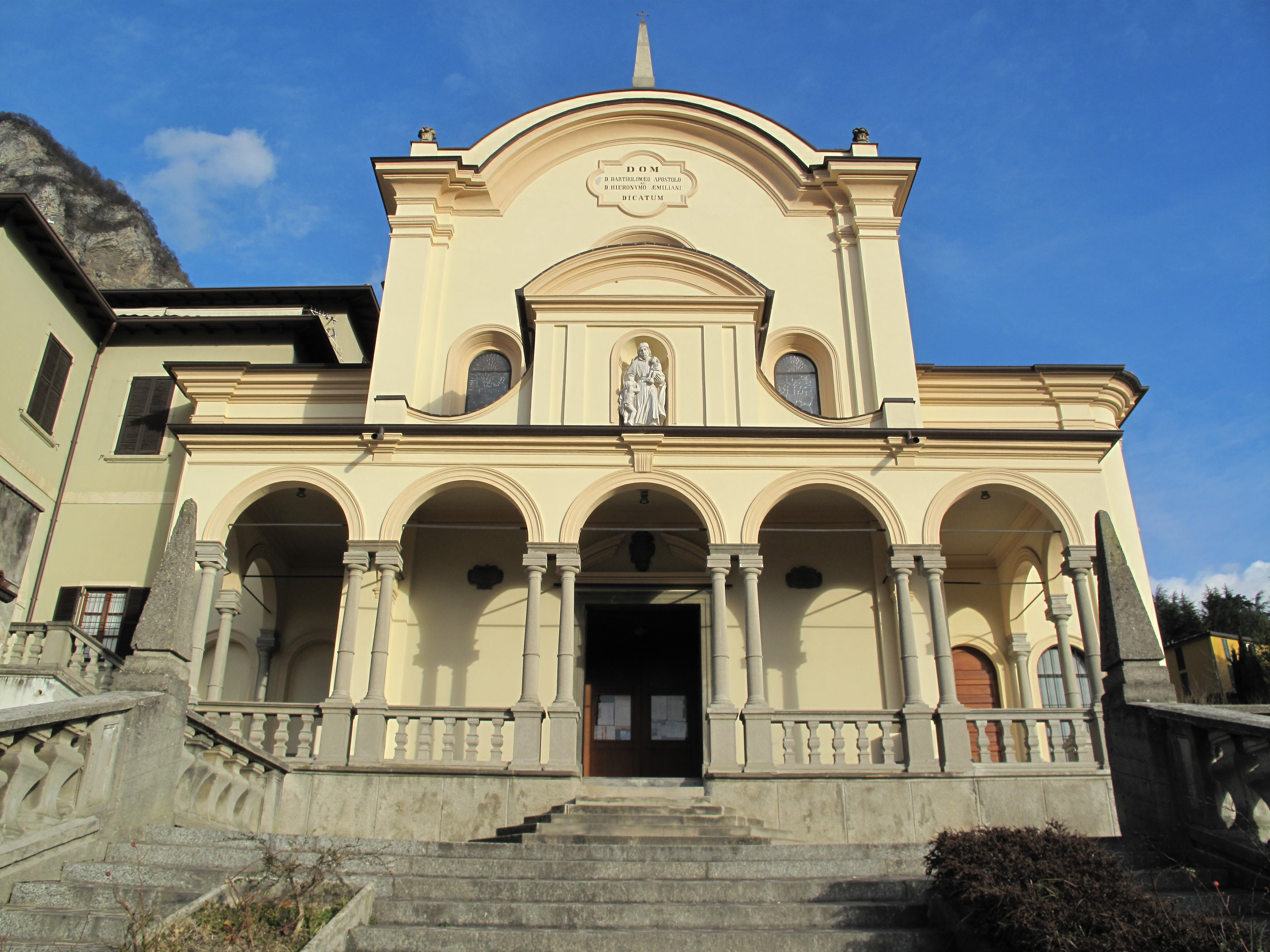
Emiliáni Szent Jeromos szentélye, a rend anyaháza

Girolamo körül hamarosan számos együttműködő pap gyűlt össze, és az eredetileg Szegény Szolgák Társaságának nevezett közösséget Girolamo Aleandro bíboros, pápai nunciusként 1535. szeptember 1-jén jóváhagyta. A társaság eredeti célja az árvák és a megtévedt nők megsegítése volt, de a prostituáltak érdekében végzett munkával hamarosan felhagytak.
Az első pápai elismerést III. Páltól kapta 1540. június 6-án a rövid Ex iniunctóval, majd 1568. december 6-án a rövid Ex iniuncto nobisszal V. Piusz pápa végleges jóváhagyást adott a gyülekezetből szabályos rendbe emelt társaságnak.
A rend tagjait a paviai kollégium nevéből adódóan San Maiolo rendes papjainak, vagy Somasca rendes papjainak nevezték, egy Vercurago melletti helységről, amelyet Borromei Szent Károly érsek Emilianira bízott 1566-ban, és amely a rend munkájának központja lett.
Hamarosan új tevékenységekkel bővült az árvák anyagi megsegítése, a szemináriumokban való tanítás és mindenekelőtt a fiatal arisztokraták nevelésével. A nemesség anyagi támogatása kedvezett a rend gyors elterjedésének különböző itáliai helyeken: míg 1568-ban 24 szomaszkai közösség volt, 1595-ben már 41.
Az alapító nem hagyott írásos regulát, de utasításait tanítványai, különösen Angiol Marco Gambarana kodifikálták, aki megalkotta a Liber constitutionumot, amelyet VIII. Orbán pápa hagyott jóvá az 1626. május 5-i Sacrosantum apostolatus officium bullával.

### Hanyatlás és újjászületés
Történetük első évszázadai során a szomaszkaiak többször egyesültek más vallási rendekkel: 1546 és 1555 között a theatinusokkal; 1566-ban a Tortonai Santa Maria Piccola reformált papjaival; 1612-ben a ravennai Buon Gesù papjaival, végül 1616 és 1647 között az avignoni keresztény doktrína papjaival.
1769-ben, a Velencei Köztársaság által elrendelt kis kolostorok felszámolásával, hosszú válságos időszak kezdődött a rend számára: a velenceiek elnyomását II. József és Napóleon szorgalmazta, valamint az 1866-os és 1867-es olasz risorgimenrói törvények követték.
A rend 1925-ben kezdett talpra állni, amikor megnyíltak az első új apostoli iskolák.
A rend jeles tagjai közé tartozik Carlo Innocenzo Frugoni librettista, Primo Luigi Tatti történész, valamint Jacopo Stellini és Francesco Soave (Alessandro Manzoni mestere) filozófusok.

## Lelkiség

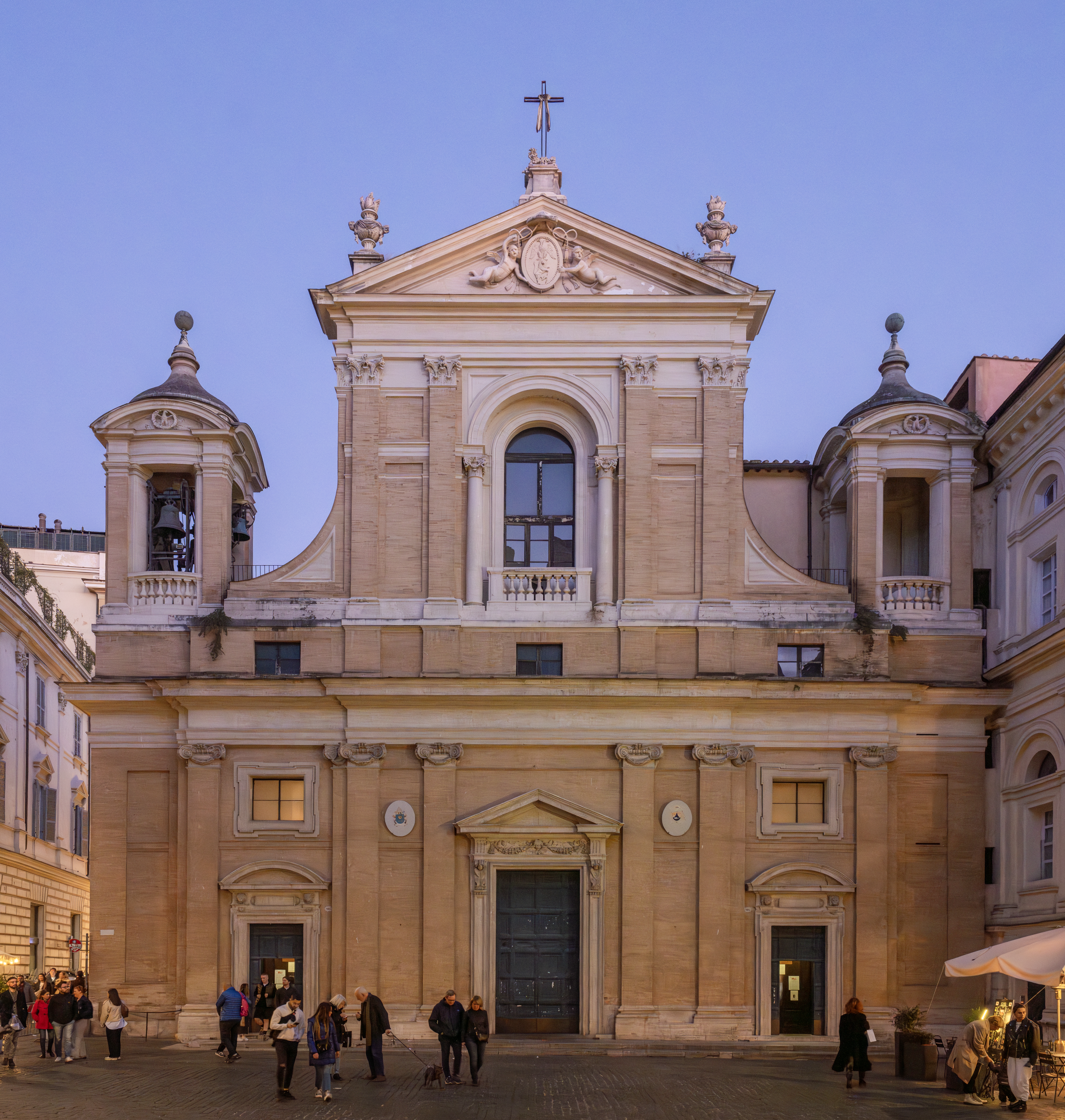
A Santa Maria in Aquiro-templom, ahol a Mater Orphanorum képét őrzik

Girolamo Emilianit XIV. Benedek pápa 1747. szeptember 22-én boldoggá, XIII. Kelemen pápa pedig 1767. október 12-én szentté avatta. XI. Piusz pápa 1928. március 14-én az árvák és az elhagyott fiatalok egyetemes védőszentjének nyilvánította.
A Mater Orphanorum címmel megidézett Mária iránti áhítat, amelyet sokak között tisztelnek Somascában, a Maria Mater Orphanorum tiszteletére szentelt kápolnában és a Santa Maria in Aquiro templomban (bár ez a templom nem jogosult rá): kultuszát XV. Benedek pápa hagyta jóvá. Ünnepét szeptember 27-ére, az alapító szabadulàsának napjára tette.
Szintén fontos a szent őrangyalok iránti áhítat, akiknek szentelték az első somaszki templomok nagy részét az alapító szándéka szerint, aki mindig  imádkozott és hívta őket, valamint Szent Orsolya és Borromei Szent Károly számára.

## Tevékenységük
A szomaszkák főként az ifjúság, különösen az árvák és az elhagyottak oktatásának és keresztény nevelésének szentelik magukat; gondoskodnak a plébániai szolgálatról és általában a rászoruló és nehéz sorsú emberekről is.
A szomaszkaiak diákjai közül megemlítendő Alessandro Manzoni, aki a Merate és Luganói Rend kollégiumában tanult, Apostolo Zeno- Velencében, Luigi Camella és Giovanni Battista Scalabrini a Comói Pápai Gallio Kollégiumban, Bartolomeo Pacca és Luigi Cagnola a Clementino római főiskolán, Giovanni Ferro a Casale Monferrato főiskolán.
Maria Vittoria De Fornari Strata, a török apácák alapítója és Teresa Eustochio Verzeri, a Jézus Szent Szíve Nővérek Lányai szervezet alapítója szintén a szomaszkák szellemi irányítása alatt állt.

## Habitusuk
Az eredeti szabályok a gyapjú és a fekete szín használatát írták elő a vallási öltözékek készítéséhez, meg a lenvásznat. A ruha elöl varrott tunikából, palliumból és szögletes nemezsapkából (a pileusból) állt; a laikus testvérek számára a ruha ugyanaz volt, de rövidebb, és a galerót fejfedőként viselték. Bár szabályzat nem írta elő, bevett gyakorlat volt a rózsafüzért az övön viselni.
Sok ruházati szabályozás enyhült 1927-ben, mások pedig 1957-ben; 1969-ben a szomaszkaiaknak csak a derékpánttal és gallérral ellátott reverendát kellett viselniük, de az otthonokon kívül a szerzeteseknis a világi papság ruháit viselhették. Az 1981-es törvények a puritán és szerény ruházat használatára korlátozódnak. 2017-ben a felülvizsgált és jóváhagyott Alkotmányok és Szabályok szokásként jelzik a szárnyas reverendát.

## Elterjedettsége
A szomaszkák Európában (Olaszország, Lengyelország, Albánia, Románia, Spanyolország), Amerikában (Brazília, Kolumbia, Salvador, Guatemala, Honduras, Mexikó, Egyesült Államok), Afrikában (Mozambik és Nigéria) és Ázsiában (Fülöp-szigetek, India, Indonézia, Vietnám) vannak jelen.
A rend általános prépostja a Róma melletti Casal Morenában lakik. 2008 végén a rendnek 91 háza és 463 szerzetes tagja volt, közülük 338 pap.

## Fordítás
- Ez a szócikk részben vagy egészben  a   Chierici regolari di Somasca című olasz Wikipédia-szócikk ezen változatának fordításán alapul.  Az eredeti cikk szerkesztőit annak laptörténete sorolja fel. Ez a jelzés csupán a megfogalmazás eredetét és a szerzői jogokat jelzi, nem szolgál a cikkben szereplő információk forrásmegjelöléseként.

## Bibliográfia
- Pápai Évkönyv 2010-re, Libreria Editrice Vaticana, Vatikánváros 2010. ISBN 978-88-209-8355-0
- Filippo Caraffa és Giuseppe Morelli (szerk.), Bibliotheca Sanctorum (BSS), 12 köt. XXIII. János Intézet a Lateráni Pápai Egyetemen, Róma, 1961–1969
- Mario Escobar (szerk.), Vallási rendek és gyülekezetek (2 köt.), SEI, Torino, 1951–1953
- Guerrino Pelliccia és Giancarlo Rocca (szerk.), Dictionary of the Institutes of Perfection (DIP), 10 köt. , Edizioni Paoline, Milánó, 1974–2003
- Giancarlo Rocca (szerk.), Az efemer anyaga. A vallásos rendek ruhái Nyugaton, Edizioni Paoline, Róma, 2000
- Tutti i giorni con Maria, calendario delle apparizioni. Milano: Edizioni Ares (2020). ISBN 978-88-815-59-367